# Phyllachora
Phyllachora là một chi nấm thuộc họ Phyllachoraceae.

## Loài
- Phyllachora cannabis
- Phyllachora graminis
- Phyllachora gratissima
- Phyllachora musicola
- Phyllachora pomigena
- Phyllachora phyllostachydis, Hara, 1913
- Phyllachora sacchari